# Marthe Borély
Pour les articles homonymes, voir Borély.
Marthe Borély, née Marthe Trial le 16 juillet 1880 à Sommières et morte le 27 décembre 1955 à Toulouse, est une femme de lettres et critique littéraire française.

## Biographie
À sa naissance en juillet 1880, son père exerce la profession de voyageur de commerce. Journaliste et femme de lettres, elle est l'auteur d'œuvres littéraires sur Anna de Noailles, Anatole France et Jules Barbey d'Aurevilly.

## Présentation de sa pensée

### « Antiféminisme » ou « contreféminisme »?
Figure de l'antiféminisme (employant néanmoins le terme « contreféminisme » plutôt que « anti ») dans les années 1920 et 1930, Marthe Borély fait de la lutte contre le suffrage des femmes son cheval de bataille entre 1917, date de parution de son livre le Génie féminin français, et 1939, avec un dernier ouvrage consacré à l'œuvre de la poétesse Anna de Noailles. Elle contribue à de nombreux journaux et entame, notamment à travers le journal radical L'Ordre, un dialogue avec les féministes de son temps : Cécile Brunschvicg, Suzanne Normand.
Profondément conservatrice, elle exprime dans tous ses travaux son admiration pour l'Ancien Régime (notamment des salons comme forme idéale de socialisation du couple). Elle est en cela proche de Bonald, de Maistre et Burke. Durant une courte période, elle fut assez proche de l'Action française et de Charles Maurras mais elle finit par se défendre de l'influence maurrassienne à partir du moment où celui-ci se rallie au suffrage féminin. Si elle souhaite voir les femmes agir en politique, elle souhaite qu'elles se cantonnent en cela essentiellement au rôle de salonnières, en présence de leurs maris. Elle refuse néanmoins l'infériorité « dogmatique » féminine,.
Marthe Borély affiche avec son « contreféminisme » la volonté de lutter contre la décadence de la France, une idée qu'elle associe largement aux dysfonctionnements de la République et à la dénatalité, dans un contexte d'angoisse démographique accrue après la Première Guerre mondiale. Elle rejette par-dessus tout l'idée d'un suffrage féminin, comme en témoigne son activisme. En 1922, une proposition de loi pour donner le droit de vote aux femmes est étudiée par le Sénat après avoir été adoptée par l'Assemblée en 1919. Marthe Borély écrit une lettre pour convaincre les sénateurs de ne pas adopter le texte (celui-ci ne sera ni discuté ni voté),.
Femme conservatrice, issue de la bourgeoisie, Marthe Borély ne se revendique pas d'une opposition envers les mouvements féminins et encore moins misogyne. Elle reconnait un rôle politique accordé aux femmes mais en dehors du vote, et par certaines références personnelles très traditionalistes et moralistes, assez proches de celles de nombreux républicains de son époque.

### Antisémitisme
Marthe Borély ne semble pas faire mystère de son antisémitisme qui est souvent partagé par les gens de son entourage,. Elle est à cet égard proche de Théodore Joran et de Clément Vautel, deux autres antisémites notoires des années 1920.

### Critiques et soutiens
Dans la revue Les Modes de la Femme de France, la femme de lettres française et journaliste d'inspiration catholique Henriette Charasson lui apporte son soutien lors de la sortie du livre La décadence de l'amour en 1924 et développe son argument sur une page entière du magazine :
« Madame Borély a bien vu que la grande erreur féministe, c'est de ne pas vouloir tenir compte de la nature humaine; et, dans ce grand ordre de l'humanité de la nature particulière de l'homme (de l'homme vir) et de ce qui fait l'existence même de la société. »
Dans son livre Femmes antifemmes, paru en 2017, le journaliste Bertrand Matot présente Marthe Borély comme une célèbre (et redoutable) chroniqueuse et figure de proue du contre-feminisme, dans la lignée de Colette Yver ou de la femme de lettres très excentrique Rachilde.

## Œuvres littéraires
- La Femme et l'amour dans l'oeuvre d'Anatole France (1917),  (ISBN 978-1171992363)
- Le Génie féminin français (1917)
- L'Appel aux Françaises. Le féminisme politique (1919)
- La décadence de l'amour (1924)
- Barbey d'Aurevilly, maître d'amour (1934),  (ISBN 978-2723305334)
- L'Émouvante destinée d'Anna de Noailles (1939)

## Prix littéraire et distinctions

### Prix littéraires
- Prix Jules Favre 1925 (décerné par l'Académie française) pour La décadence de l’amour
- Prix Anaïs Ségalas 1935 (décerné par l'Académie française) pour Barbey d’Aurevilly, maître d’amour
- Prix Montyon 1939 (décerné par l'Académie française) pour L’émouvante destinée d’Anna de Noailles[19].

### Distinctions
- Chevalière de la Légion d'honneur, en mai 1935, distinction remise pour sa « lutte contre le relâchement des mœurs »[1],[4].

### Citation
« L'émancipation politique des femmes est inconciliable avec cet état de dépendance féminine sur lequel repose le mariage et qui est la condition de la protection et même de la paternité ».